# Rudolf Züllich
Rudolf Czélkuti-Züllich conocido como Rudolf Züllich (Gyulafehérvár, 1813 - El Cairo, 1890) fue un escultor de Hungría dentro del estilo neoclásico. 

## Datos biográficos
Tras estudiar y trabajar en Viena y Roma, Züllich regresó a Pest y en 1846 talló una estatua de Juno en mármol blanco de 132 cm de altura. Algunos de sus bustos se conservan en la Galería Nacional de Hungría en Budapest. Los siguientes años de su vida residió en Kolozsvár, París, Sicilia y pasó sus últimos años en Egipto, donde falleció en El Cairo en 1890. 
Rudolf Züllich es famoso por su busto de József Katona que fue erigido en Pest y el de Sándor Kisfaludy en Balatonfüred. 